# كوكشاير ايتون (كيبك)
كوكشاير ايتون (بالإنجليزية: Cookshire-Eaton, Quebec)‏ هي بلدية محلية في كيبيك تقع في كندا في Le Haut-Saint-François Regional County Municipality.  يقدر عدد سكانها بـ 5,171 نسمة ومساحتها 298.70 كم2 .

## أعلام
- جون ويليام فرينش
- إدسون وارنر
- ويليام سوير